# Диоксипентафторонептунат калия
Диоксипентафторонептунат калия — неорганическое соединение,
комплексная оксосоль калия, нептуния и плавиковой кислоты
с формулой K3[NpO2F5],
зелёные кристаллы.

## Физические свойства
Диоксипентафторонептунат калия образует зелёные кристаллы
тетрагональной сингонии,

параметры ячейки a = 0,912 нм, c = 1,812 нм.